# Emil Almén
Lars Emil Almén (født 30. juni 1980) er en svensk skuespiller. Han studerede på Skara skolscen fra 1999 til 2000 og på Teaterhögskolan i Stockholm fra 2002 til 2006.
Almén arbejder på Stockholms stadsteater. Han har også været ansat på Uppsala stadsteater og Riksteatern.

## Udvalgt filmografi
- Coachen (tv-serie, 2005)
- Om Gud vil (2006)
- Göta kanal 2: Kanalkampen (2006)
- Valborg (kortfilm, 2008)
- Svensson, Svensson (tv-serie, 2008)
- Livet i Fagervik (tv-serie, 2008)
- Mænd der hader kvinder (2009)
- Beck (tv-serie, 2009)
- Tør aldrig tårer bort uden handsker (tv-serie, 2012)
- Frøken Frimans krig (tv-serie, 2013-2014)
- Ægte mennesker (tv-serie, 2013-2014)
- Something Must Break (2014)
- Jordskott (tv-serie, 2015)
- Maria Wern (tv-serie, 2016)
- Gåsmamman (tv-serie, 2016-2024)
- Manden der legede med ilden (dokumentar, 2018)
- Maskineriet (tv-serie, 2020)
- Mord i Skærgården (tv-serie, 2020)
- Dancing Queens (2021)
- Zebrarummet (tv-serie, 2021)
- Kongens hemmelige elsker (tv-serie, 2021)
- Estonia (tv-serie, 2023)
- Maffia (tv-serie, 2025)